# Örkelljunga GK
Örkelljunga GK is een golfclub in Örkelljunga in de Zweedse provincie Skåne län.
De golfclub is opgericht in 1989. Op de golfbaan van de golfclub (Örkelljunga golfbana) kan men golfen sinds 1991. De golfbaan heeft 18 holes en men speelt par als men deze holes in totaal 72 slagen speelt. De architect van de golfbaan is Hans Fock. De golfbaan heeft een parkachtig uiterlijk met redelijk veel bomen op de golfbaan.
In 1992 werd de golfclub door de (Zweedse) vereniging van golfjournalisten (Zweeds: Föreningen Golfjournalisterna) gekozen tot golfclub van het jaar.